# ایوان بریل
ایوان بریل (انگلیسی: Yvonne Brill; ۳۰ دسامبر ۱۹۲۴ – ۲۷ مارس ۲۰۱۳) شیمی‌دان، کاردان فنی، مخترع، و مهندس اهل کانادا بود.
وی همچنین برندهٔ جوایزی همچون مدال ملی فناوری و نوآوری شده‌است.